# 371 Dywizja Piechoty (III Rzesza)
371 Dywizja Piechoty (niem. 371. Infanterie-Division) – niemiecka dywizja z czasów II wojny światowej, uczestniczyła w walkach przeciw Armii Czerwonej. Zniszczona pod Stalingradem. 
Sformowana na poligonie Beverloo na mocy rozkazu z 17 lutego 1942 roku, w 19. fali mobilizacyjnej przez VI Okręg Wojskowy. Po przetransportowaniu na terytorium Związku Radzieckiego, uczestniczyła w walkach przeciw Armii Czerwonej. W styczniu 1943 roku gen. Stempel, dowodzący 371 DP poległ, a dywizja została zniszczona w czasie bitwy stalingradzkiej.

## Dowódcy dywizji
- gen. por. Richard Stempel 17 II 1942 – 26 I 1943;
- gen. por. Hermann Niehoff 1 IV 1943 – 10 VI 1943;
- płk Hans-Joachim Baurmeister(inne języki) 10 VI 1943 – 10 VII 1944;
- gen. por. Hermann Niehoff 10 VII 1944 – 2 III 1945;
- gen. mjr Rolf Scherenberg 2 III 1945 – 8 V 1945

## Struktura organizacyjna
- Skład w lutym 1942:

669., 670. i 671. pułk piechoty, 371. pułk artylerii, 371. batalion pionierów, 371. oddział przeciwpancerny, 371. oddział łączności;
- Skład w kwietniu 1942:

669., 670. i 671. pułk piechoty, 371. pułk artylerii, 371. batalion pionierów, 371. oddział rozpoznawczy, 371. oddział przeciwpancerny, 371. oddział łączności, 371. polowy batalion zapasowy;
- Skład w marcu 1943:

669., 670. i 671. pułk grenadierów, 371. pułk artylerii, 371. batalion pionierów, 371. oddział rozpoznawczy, 371. oddział przeciwpancerny, 371. oddział łączności, 371. polowy batalion zapasowy;
- Skład w maju 1943:

669., 670. i 671. pułk grenadierów, 371. pułk artylerii, 371. batalion pionierów, 371. batalion fizylierów rozpoznawczy, 371. oddział przeciwpancerny, 371. oddział łączności, 371. polowy batalion zapasowy.